# Římskokatolická farnost Deštná u Velkých Opatovic
Římskokatolická farnost Deštná u Velkých Opatovic je jedno z územních společenství římských katolíků v děkanátu Svitavy s farním kostelem svatého Petra a Pavla.

## Historie farnosti
První zmínky o obci pocházejí z konce 12. a počátku 13. století. Podle starých záznamů byla v Deštné již před třicetiletou válkou fara a kostel. Kostel měl stát dle tradice na místě dnešního hřbitova, fara na místě jiném. Stáří kostela dosvědčuje věžový zvon s datem 1508. Současný kostel byl zbudován v letech 1781 až 1782. Tento kostel sv. Petra a Pavla byl v roce 2000 prohlášen za kulturní památku. 

## Duchovní správci
Prvním kaplanem byl v roce 1788 ustanoven P. Ludvík Pařílek. Administrátorem excurrendo byl do roku 2015 R. D. Mgr. Aleš Vrzala. Toho od července 2015 vystřídal R. D. Mgr. Miroslav Hřib, rovněž z Velkých Opatovic.

## Bohoslužby
| Kostel                | Místo  | Bohoslužba (den) | Hodina                                                                                                   | Poznámka     |
| --------------------- | ------ | ---------------- | --- | ------------ |
| svatého Petra a Pavla | Deštná | neděle sobota    | 11.15(1x za 14 dnů, zpravidla liché týdny) 16.00 (zima)/18.00 (léto) 1x za 14 dnů (zpravidla sudé týdny) | Farní kostel |

## Aktivity farnosti
Ve farnosti se pravidelně pořádá tříkrálová sbírka. V roce 2017 se při ní v Deštné vybralo 8 905 korun.